# Renfe série 443
La rame automotrice 443-001 de la Renfe est un prototype de rame  pendulaire à grande vitesse climatisée dérivée de l'ETR 401 italien mais construit en Espagne sous licence FIAT.

## Description
Surnommée platanito (petite banane) du fait de sa forme effilée et de sa couleur jaune, elle dispose de 4 caisses (dont 2 avec cabines de conduite à chaque extrémité) mues par 8 bogies de deux essieux dont 1 moteur (type 1A). Chaque caisse dispose de deux accès par côté. Les caisses centrales portent chacune un pantographe. La rame est équipée de freins électromagnétiques.
Elle offre 167 places assises dont 51 de première classe et 116 de seconde classe, ainsi qu'une cafétéria et un volume postal sécurisé.
Ce fut le premier train pendulaire en Espagne. Il avait été acheté pour permettre à la Renfe d'étudier l'intérêt de la technologie de pendulation active pour augmenter la vitesse commerciale des trains à long parcours sur les lignes sinueuses traditionnelles. L'inscription en courbe est détectée par des gyroscopes placés dans les voitures. Un système hydraulique commande l'inclinaison des caisses, qui peut atteindre 8°.
En 1977 elle atteint régulièrement les 200 km/h là où les trains traditionnels ne dépassent pas les 150 km/h. Le 6 mai 1987, elle bat le record de vitesse avec 206,8 km/h sur la ligne Madrid - Alicante. Malgré quelques problèmes, les résultats sont satisfaisants, mais la Renfe lui préféra le système de pendulation passive, moins cher car plus simple, développé en parallèle sur les rames Talgo à partir de 1980, mais qui n'assurait pas une vitesse aussi élevée.
Le principe de pendulation des deux trains était très différent. Après une très longue mise au point, la rame Talgo qui n'a été opérationnelle qu'après 1980, s'est avérée plus simple et économique avec un angle de rotation des caisses réduit de moitié, 4° contre 8 pour le "Platanito", et ne pouvait atteindre la même vitesse dans les courbes. À la suite des difficultés de fiabilité rencontrées, en 1998, Renfe décida d'acheter 10 rames de la nouvelle version de Pendolino à Fiat Ferroviaria, la version correspondant aux ETR 480 italiens, le série S-490. Il semble toutefois que la motivation principale qui aurait décidé Renfe d'acquérir ces rames ait été la vitesse élevée des rames avec pendulation inhibée plutôt que la pendulation active. Les 10 rames série 490 ont été mises en service en 1999.
Actuellement Renfe Operadora dispose néanmoins de la série S-490, que dérive de ce système, et des séries 594.1 et 598 équipées du système SIBI, différent mais procédant aussi de la pendulation active.

## Service
En 1979, la seule unité construite commença un service régulier entre Madrid et Albacete. De 1980 à 1982, elle assure le service Madrid - Jaén.
À partir de 1984 elle est utilisée comme train touristique et finit en 1987 comme train d'essai pour la haute vitesse sur la lígne de Madrid à Alicante. Le 6 mai 1987 (à 12h28) elle atteint les 206 km/h lors d'un essai, ce qui fut le record de vitesse en Espagne.
Le platanito est laissé à l'abandon en gare de Castejón.

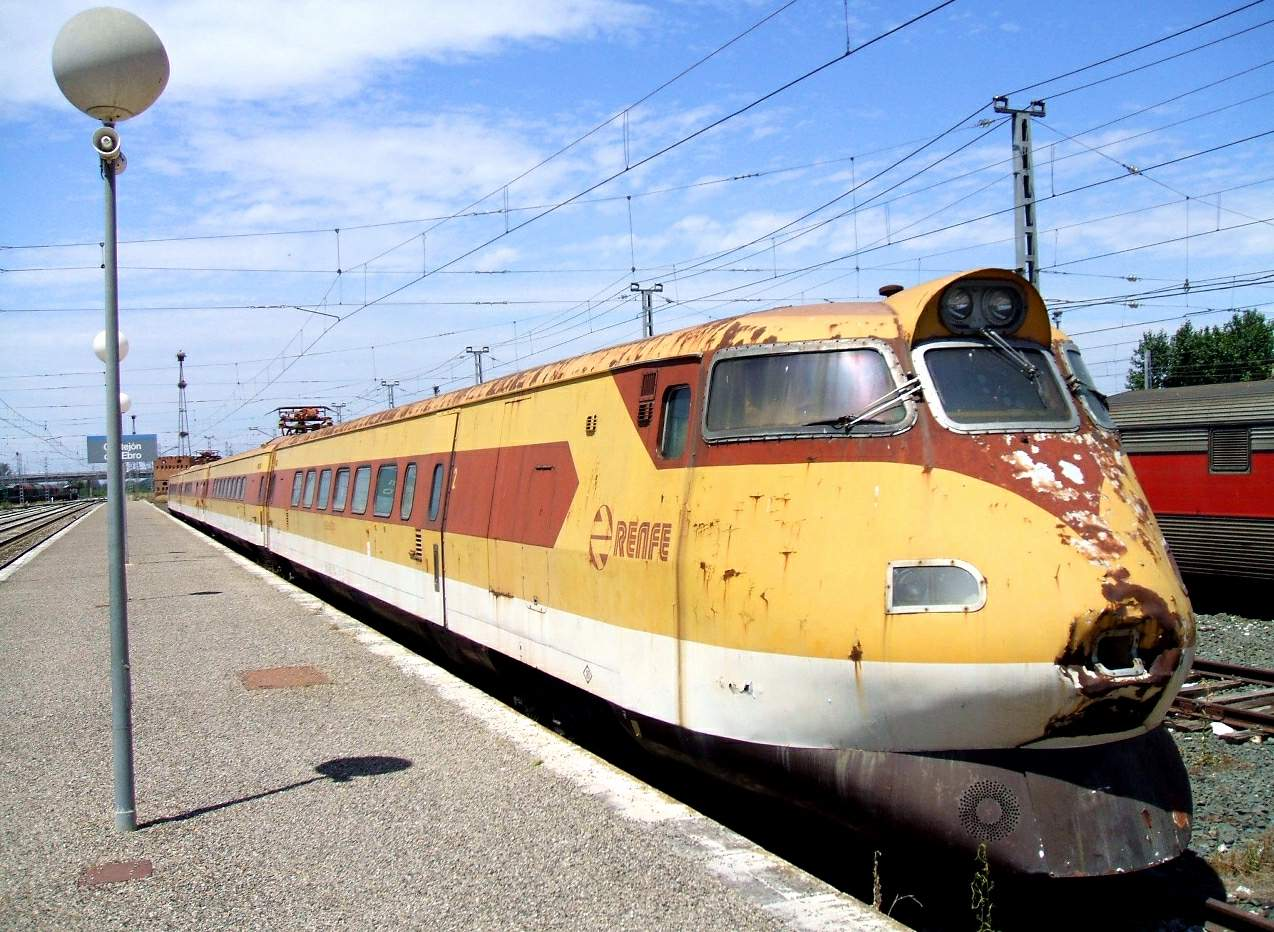
L'épave du 443 "Platanito" stationné en voie morte à Castejón (2008)